# Peleș-kastély
A Peleş-kastély (románul: Castelul Peleș) Romániában, Szinaja településen található. I. Károly román király építette 1873 és 1914 között. A kastély neoreneszánsz stílusú és Románia egyik legfontosabb történelmi jellegű műemléke. Egyedi stílusa miatt, valamint történelmi és művészi értékéből adódóan a 19. század második felének, valamint a 20. századi Európának is az egyik legfontosabb ilyen jellegű műemléke.

## Története
A Peleş-kastély I. Károly román király megbízásából épült Johannes Schultz és Karel Liman építészek tervei alapján. A kastély díszítését a hamburgi J. D. Heymann, a mainzi August Bembé és a bécsi Berhard Ludwig végezték.
I. Károly herceg első ízben 1866 augusztusában látogatta meg Szinaja települést. A környék szépsége azonnal felkeltette az uralkodó érdeklődését. A település ekkor még egy kis hegyi falu volt Podul Neagului néven. Az uralkodó ittjártakor elhatározta, hogy egy kastélyt épít a település egy csendes, festői részén. Néhány évvel később, 1872-ben, az uralkodó megvásárolta a kiszemelt területet, így 1873-ban kezdődhetett el az építkezés. Az építési munkálatokat Johannes Schultz és Karel Liman építészek vezették. A tényleges építési munkálatok megkezdése előtt, az építészeknek hatalmas feladattal kellett megbirkózniuk, hiszen területrendezést is kellett végezniük egy olyan mostoha környezetben, mint a Déli-Kárpátok vonulata.
A háromszáz munkásnak két teljes évbe került úrrá lenni a természet erőin, az uralkodó ez idő alatt személyesen felügyelte a munkálatokat. A kastély alapkőletételére 1875-ben került sor. Az esemény érdekessége, hogy az alapkő letételekor elhelyeztek a kő alá néhány darab 20 lej névértékű aranyérmét. Ezek az első I. Károly román király arcképével vert érmék voltak.
1883-ban a kastélyt hivatalosan is felavatták. Az uralkodó a jövő nemzedék román uralkodóinak székhelyét látta benne. A kastély elhelyezkedése nem véletlenszerű, hiszen nem messze innen, Predeál település mellett húzódik az akkori Románia és az Osztrák–Magyar Monarchia határa. Az uralkodónak a helyválasztással az volt az elképzelése, hogyha egyszer majd Erdély egyesül a Román Királysággal, akkor a kastély az ország szívében helyezkedjen el.
A kastély felépítése után egyre fontosabb szerepet töltött be, és a királyi család nyári rezidenciája lett. A család szívesen múlatta itt az időt, ahol általában májustól novemberig tartózkodtak. A kastély több fontos politikai döntés helyszínéül szolgált, mint például az 1914-es Koronatanács. Itt mondták ki például Románia semlegességét az első világháborúban.
Az idők folyamán a kastély vendégül látta a kor híres személyiségeit, írókat, zenészeket, uralkodókat. Többek között 1896-ban I. Ferenc József magyar királyt és osztrák császárt. A császárt megragadta a kastély szépsége, gazdagsága, és ez alkalommal fényképek tömkelegét készítette. 1906-ban I. Károly román király uralkodásának negyvenedik évfordulójára újra a kastélyba várták őt, azonban erre a látogatásra már nem került sor. Ferenc József iránti nagyrabecsülést jelzi az a tény, hogy a már említett 1906-os látogatásra készülve rendezték be a császári lakosztályt.
A kastélyt már a felavatását követően, 1883-ban módosították és jelentősen kibővítették. Jelenlegi formáját csak 1914-ben, I. Károly román király halálának évében nyerte el. A kastély 160 szobával, több bejárattal, valamit több belső lépcsővel büszkélkedik. A kastély központi tornyának magassága 66 méter. A Peleş-kastélyon kívül még két kisebb kastélyt építettek a környéken, a Pelişorul és Foişorul kastélyokat.
A kastély érdekessége, hogy az adott kor technikai fejlettségéhez képest nagyon modern épületgépészeti elemekkel rendelkezett. Ilyen például az előcsarnok mozgatható üveg födémje, melynek mozgatását egy elektromotor teszi lehetővé. A Peleş kastély 1883 óta rendelkezik központi fűtésrendszerrel. Egy másik érdekesség, hogy egy 60 fő befogadására képes kis színi előadóterme is van, kis méretű színpaddal, valamint királyi páhollyal.
A kastély környezetébe több kisebb épületet emeltek, részben a kiszolgáló személyzet részére, és részben a királyi kíséret számára. Ezek a helyőrség épülete (Corpul de Gardă), egy vendégház a királyi kíséret számára (Economatul), egy vadászház (Foişorul), egy elektromos erőmű (Uzina Electrică) valamint egy "Vila Șipot" néven ismert, jelenleg hotelként üzemelő épület. A kastély teljes befejezéséig a királyi pár a vadászházat használta látogatásai alkalmával. További érdekessége, hogy a saját elektromos erőművének köszönhetően a Peleş-kastély Európa első kastélya, amely vezetékes árammal volt ellátva.
A kastély jelentős szerepet vállalt a modern kori román történelemben. Itt született 1893-ban Románia soron következő uralkodója, II. Károly (1930-1940), a dinasztia első tagja, aki román földön született, és akit román ortodox hitre kereszteltek. 1921-ben, a Foişor-kastélyban született meg II. Károly fia, az utolsó román király, I. Mihály.
A kastély 1948-ig maradt a román királyi család rezidenciája, amikor a kommunista rezsim elkobozta a családtól. A kastély 1953 óta múzeumként üzemel, de fontos megjegyezni, hogy már I. Károly idejében is látogatták. A nagyközönség 1990-től a Pelişorul kastélyt is megtekintheti.

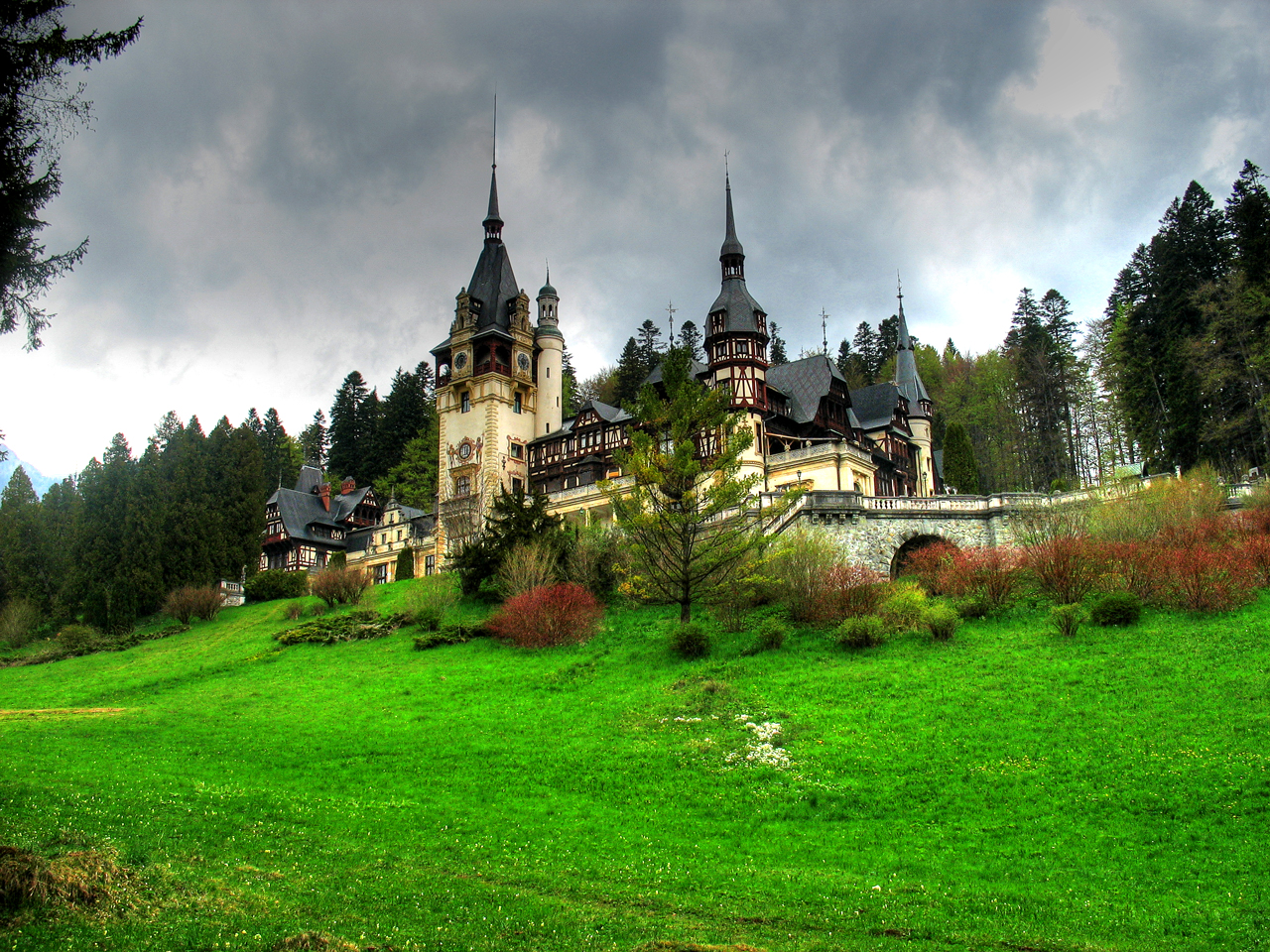
A Peleş kastély látképe

Nicolae Ceaușescu román diktátor csak nagyon ritkán látogatta a kastélyt, és a házaspár mindössze egyetlen éjszakát töltött a kastélyban. Az 1980-as években egy legenda keringett arról, hogy a Ceauşescu házaspár protokollközponttá kívánta alakítani a Peleş-kastélyt. A muzeológusok, ismerve a házaspár romboló-átalakító hajlamát, meggyőzték őket, hogy a kastélyban egy, az emberi egészségre igencsak ártalmas gomba pusztít. Ennek hatására a házaspár letett erről a szándékáról.
Az igazság az, hogy a kastélyt valóban gombafertőzés tartotta fogságban, ami megtámadta a kastély fa szerkezetét (a gerendákat), a nem megfelelő szellőztetés és a magas páratartalom miatt. Restaurálási munkálatok kezdődtek a kastélyban, melyek során kicserélték a díszterem, valamint a földszinti ebédlő tartószerkezetét.
A kastélyt Nicolae Ceaușescu utasítására 1975-ben bezárták, és a nagyközönség legközelebb 1989 után látogathatta újra.
Az 1989-es romániai forradalom után a kastélyt megnyitották a turistaforgalom számára a Pelişorul-kastéllyal együtt. 2006-ban a román állam visszaszolgáltatta a kastélyt a királyi családnak. A híresztelések ellenére a román állam nem vásárolta meg a kastélyt (30 millió euróért), hanem az a királyi család tulajdonában maradt. I. Mihály volt király döntése alapján a kastély továbbra is múzeumként üzemelhet.
2024-ben a Szinajai királyi kastélyok helyszín részeként a Világörökség javaslati listájára került.

## Múzeum
A kastélyt 1953-ban múzeummá nyilvánították. A kommunista rezsim utolsó éveiben azonban nem volt látogatható. A belépés csak a karbantartó személyzet, a katonaság alkalmazottai, valamint az őrség számára volt engedélyezve.
A legfontosabb látogatható termek a következők:
- A Díszterem egy hatalmas méretekkel rendelkező terem diófa burkolattal, domborműves tapétával és szobrokkal. A mozgatható üvegtető, melyet elektromotorral vagy kézi erővel lehet mozgatni, egy igazi meglepetéselem volt a király látogatói számára, akik innen kémlelhették a csillagokat meleg nyári éjszakákon. A teremt 1911-re sikerült teljesen befejezni, Karel Liman irányítása alatt

- A Királyi könyvtár leginkább a könyvek szerelmeseit fogja meg, könnyritkaságaival, de az egyszerű látogató számára is tartogat meglepetést egy rejtett ajtó formájában, amely egy titkos folyosórendszert rejt, melyen keresztül a király eljuthatott a kastély különböző termeibe.

- A Fegyvertermek, melyeket 1903 és 1906 között rendeztek be, több mint 4000 elemet rejtenek, úgy az európai, mint keleti kultúrákból. A fegyvertermek legértékesebb darabjai a XVI-XVII. századból származó német páncélzatok, valamint egy teljes ló és lovas páncélzat, ami egyedülálló Romániában.

- A Zene termet Erzsébet királyné kérésére rendezték be. A teremben található bútorzat a karputalai maharadzsa ajándéka.

- A Firenzei terem vagy más néven a Nagy Szalon jellegzetessége a hársfa faragott mennyezet, a két hatalmas csillár és az olasz neoreneszánsz stílusú dekorációk.

- A Márványterem Charles Lecompte du Nouy építész alkotása. Jellegzetessége egy carrarai márványból készült ivókút, amely egy kairói alkotás másolata.

- A Színház egy 60 fő befogadására alkalmas terem, királyi páhollyal, XIV.Lajos kori stílusnak megfelelő dekorációs elemekkel.

- A Koncertterem ez első emeleten kapott helyet. A termet 1906-ban rendezték be, itt kapott helyet egy 1621-ben Antwerpenben készült csembaló.

- A Császári lakosztályt 1906-ban rendezték be, I. Ferenc József magyar király és osztrák császár tiszteletére, aki meghívottként vett volna részt az I. Károly román király 40 éves uralkodása alkalmából rendezett ünnepségsorozaton. A látogatás végül elmaradt.

Egyéb termek:
- A Tanácsterem, amely hasonlít a svájci Luzern város polgármesteri hivatalának egyik termére.

- A Dolgozószoba része egy hatalmas íróasztal, valamint egy pulpitus az audienciák számára.

- Az Ebédlő, az első emeleten kapott helyet. Az ebédlő bútorzata 18. századi rusztikus Bretagne-i stílusú és egy nagy értékű ezüst evőeszköz kiállításnak ad helyet.

- A Török szalon egy török edénygyűjteménynek biztosít helyet.

- A Királyi hálót egy Bohémiai kristály csillár díszíti.

A kastély ólomüveg ablakait 1883 és 1914 között szerelték be. Az üvegek jelentős része 15-17. századi és Svájcból valamint Németországból származik.
A kastély teraszait, szám szerint hetet, különböző kőből készült szobrok, szökőkutak és carrarai márványból készült dísztárgyak díszítik.
A Törcsvári kastély után a Peleş kastély Románia második leglátogatottabb múzeuma. 2006-ban a múzeum több mind 250.000 belföldi és külföldi látogatót fogadott.
2010 első hat hónapjában a látogatók száma meghaladta a 80.000 főt.

## Elhelyezkedés
A Peleş kastély Romániában, Erdély és Havasalföld határán a Déli Kárpátok vonulatában helyezkedik el, Szinaja településen, a Prahova folyó völgyében. A kastély Brassótól 44 kilométerre, valamint Bukaresttől 122 kilométerre fekszik. Megközelítését segíti, hogy Szinaja településen áthalad az E60 jelzésű európai főútvonal, valamint a Brassó-Bukarest vasútvonal is.
A kastély minden helyisége nyitva áll a látogatók előtt, kivéve egy padlásteret, a háromból, ahol a ki nem állított műemlékeket tárolják.
A kastély látogatási díja tartalmazza tárlatvezetést is, ami román, angol, francia, spanyol és olasz nyelveken vehető igénybe.

## Képek

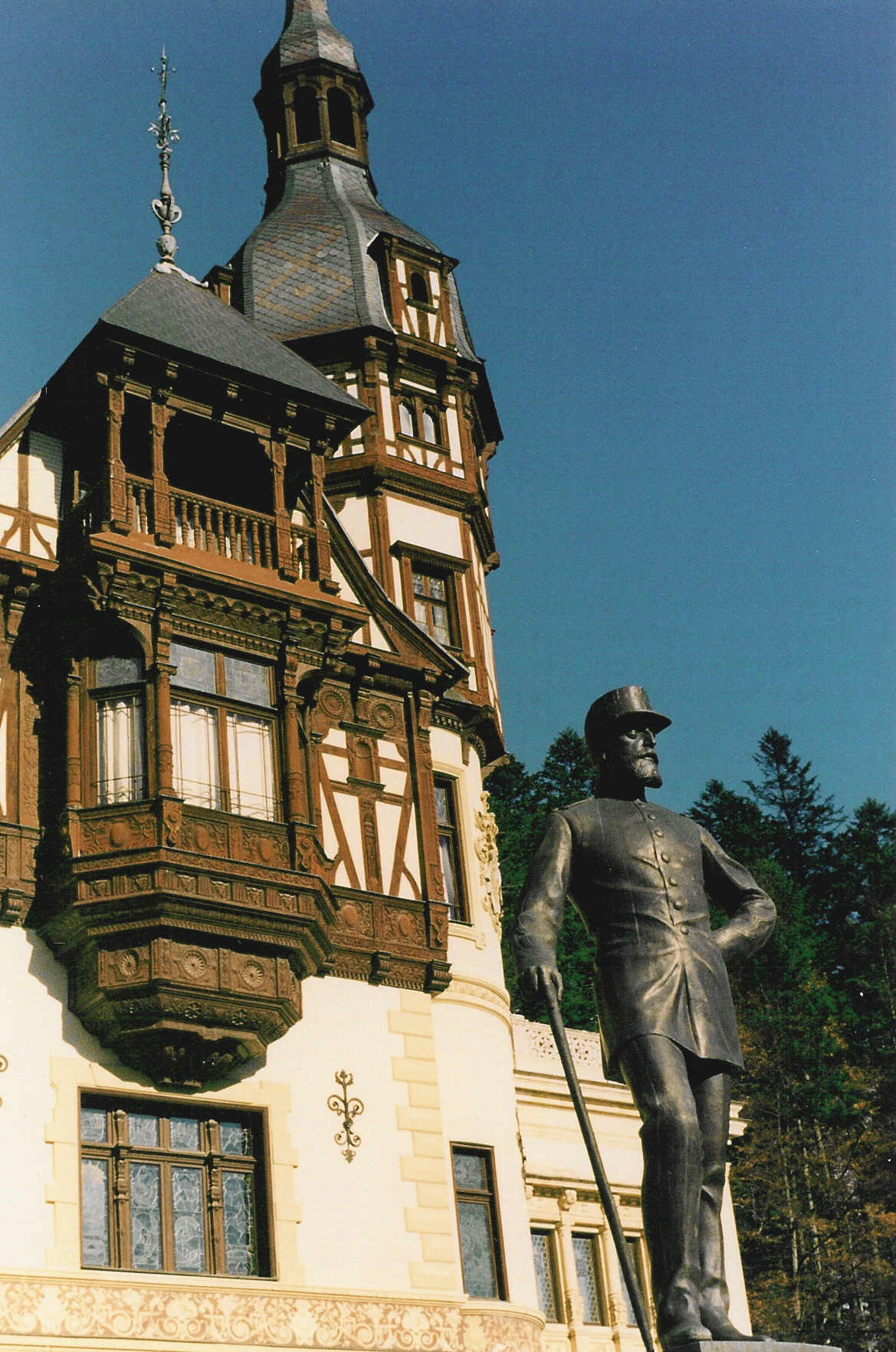
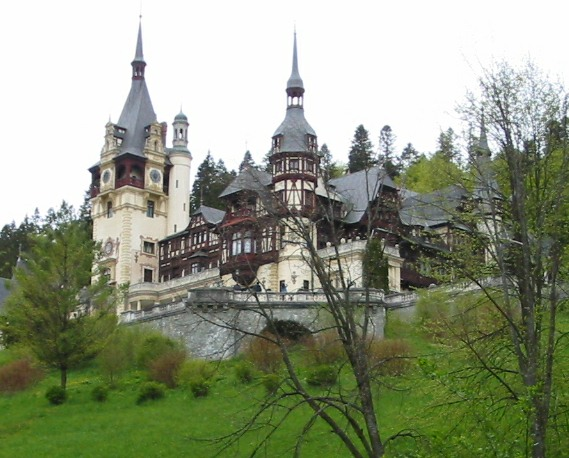
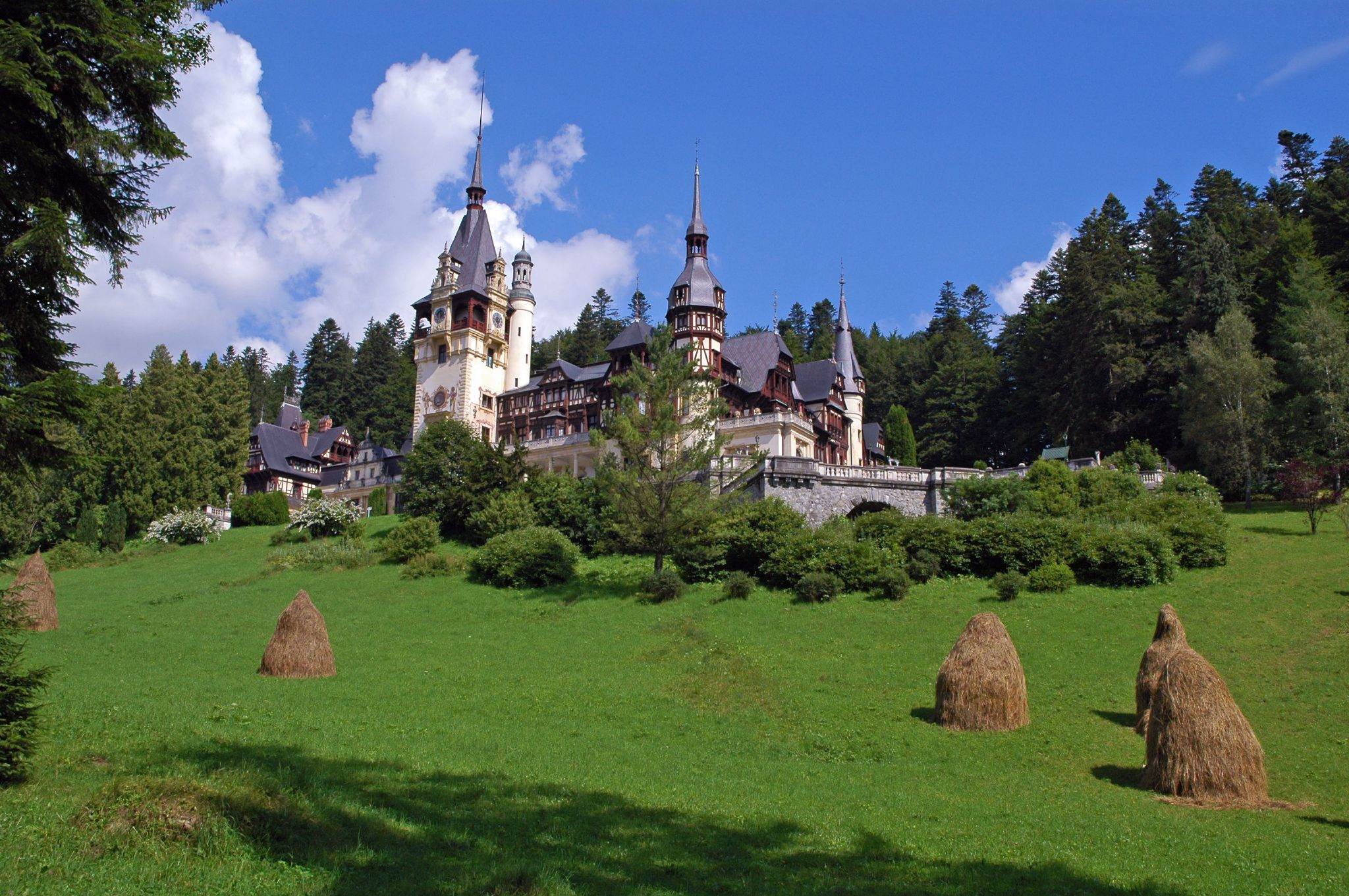
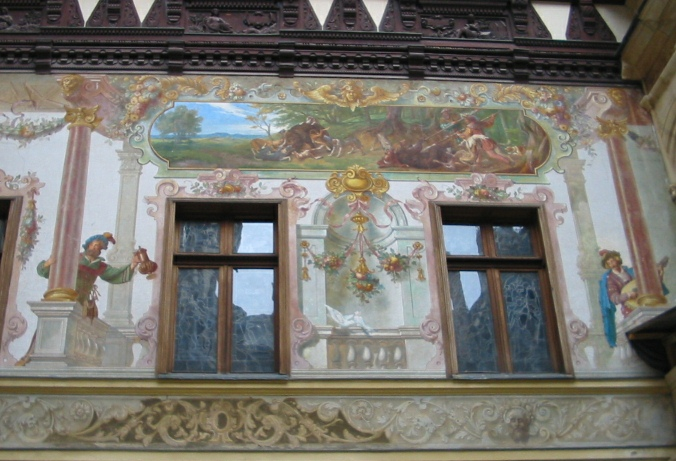
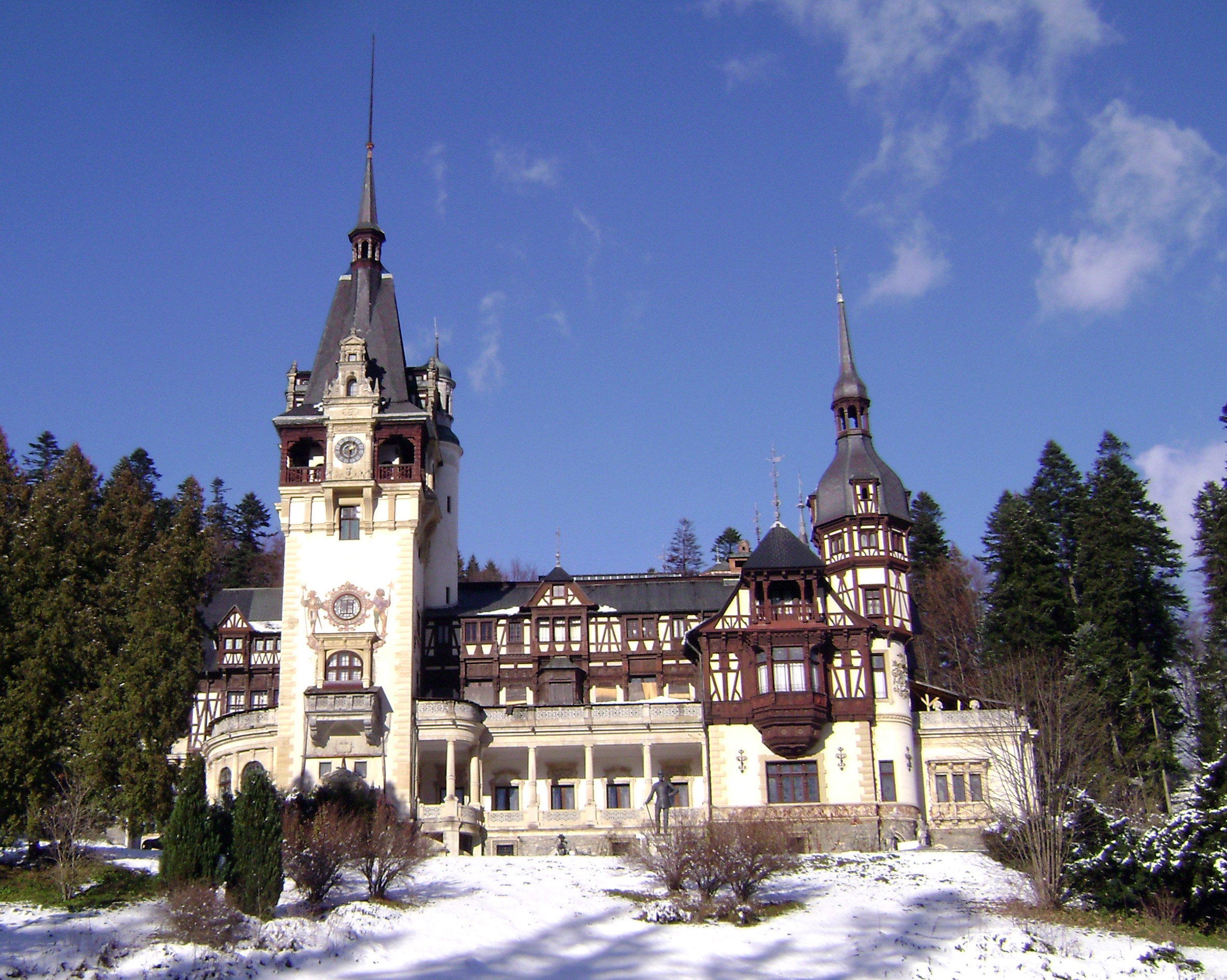
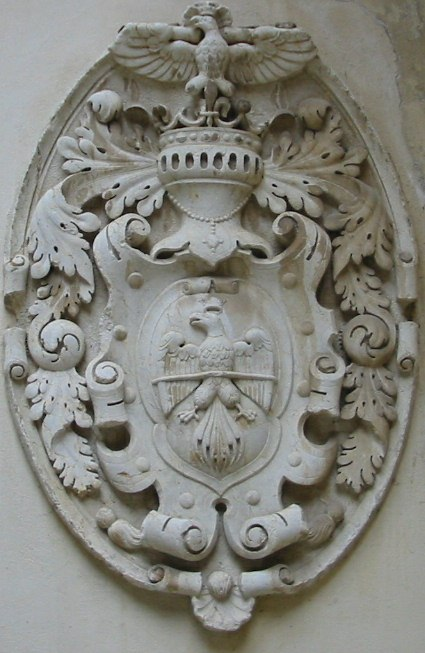

## Fordítás
- Ez a szócikk részben vagy egészben  a   Castelul Peleş című román Wikipédia-szócikk ezen változatának fordításán alapul.  Az eredeti cikk szerkesztőit annak laptörténete sorolja fel. Ez a jelzés csupán a megfogalmazás eredetét és a szerzői jogokat jelzi, nem szolgál a cikkben szereplő információk forrásmegjelöléseként.